# Thranita
Genre
Thranita est  un genre de crabes de la famille des Portunidae.

## Liste des espèces
- Thranita cerasma (Wee & Ng, 1995)
- Thranita crenata (Rüppell, 1830)
- Thranita coeruleipes (Hombron & Jacquinot, 1846)
- Thranita danae (Stimpson, 1858)
- Thranita foresti (Crosnier, 1962)
- Thranita gurjanovae (Tien, 1969)
- Thranita holthuisi (Stephenson, 1975)
- Thranita kotoensis (Tien, 1969)
- Thranita pelsarti (Montgomery, 1931)
- Thranita prymna (Herbst, 1803)
- Thranita rubridens (Apel & Spiridonov, 1998)
- Thranita spinicarpa (Wee & Ng, 1995)
- Thranita spinimana (Dana, 1852)
- Thranita starobogatovi (Tien, 1969)
- Thranita tenuipes (Borradaile, 1902)
- Thranita williami (Spiridonov, 2017)

## Galerie

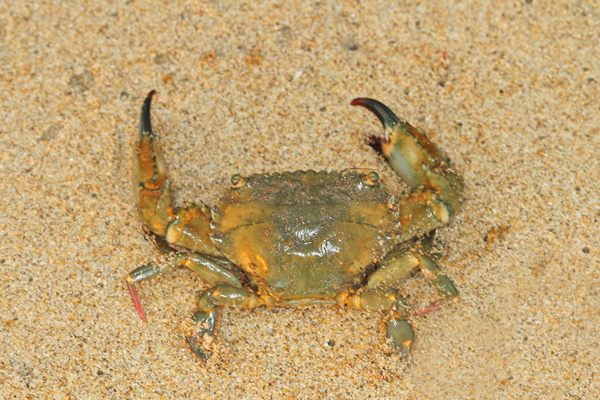
Thranita crenata.
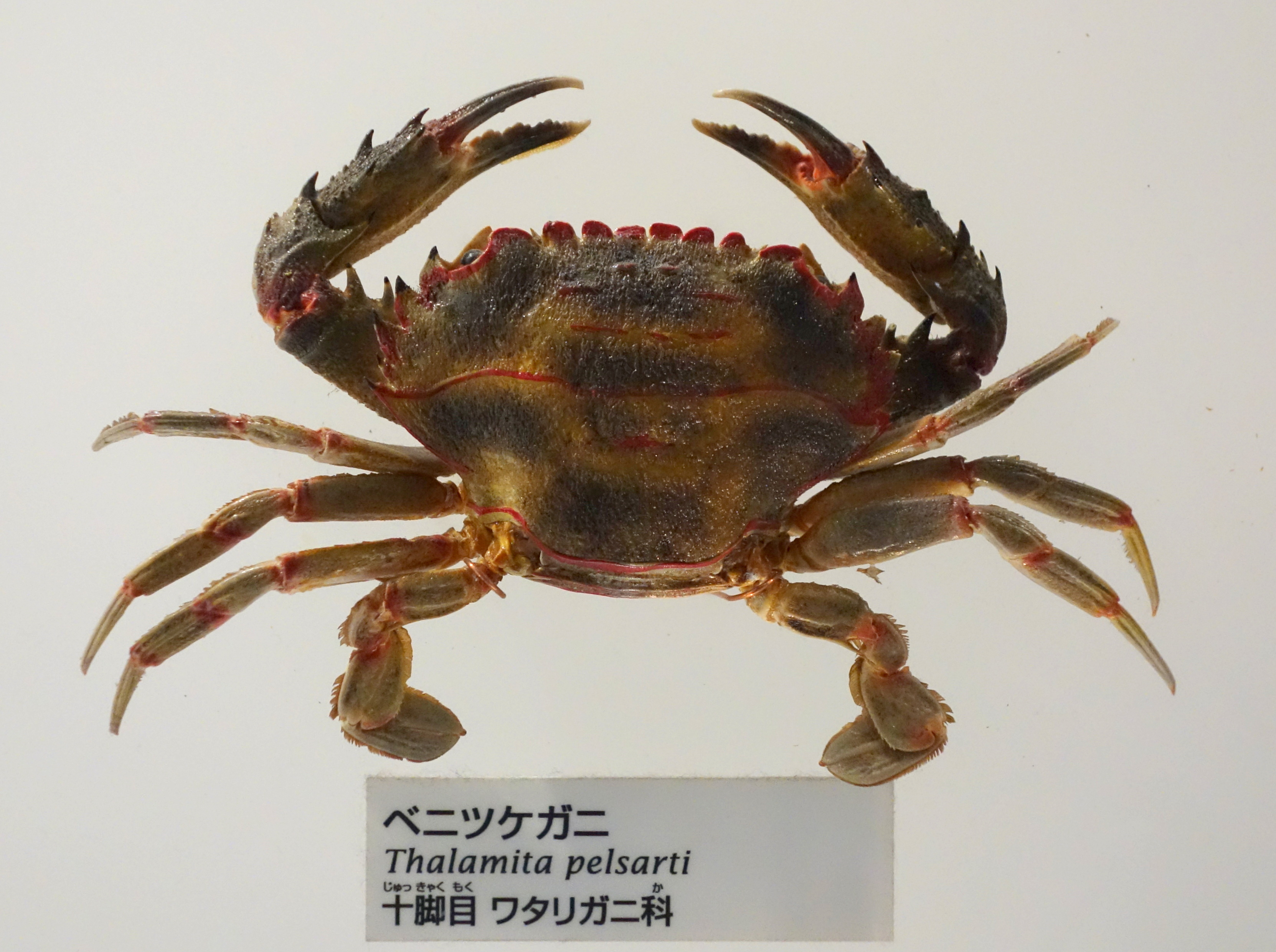
Thranita pelsarti.

## Publication originale
- (en) Nathaniel Evans, « Molecular phylogenetics of swimming crabs (Portunoidea Rafinesque, 1815) supports a revised family-level classification and suggests a single derived origin of symbiotic taxa », PeerJ, PeerJ Publishing (d), vol. 6,‎ 23 janvier 2018, e4260 (ISSN 2167-8359, OCLC 793828439, PMID 29379685, PMCID 5786103, DOI 10.7717/PEERJ.4260).